# Timpana
Timpana – makaronowe danie kuchni maltańskiej, odmiana zapiekanki.

## Charakterystyka
Jest to pieczone w skrzynce, głębokim naczyniu lub na blasze, ciasto makaronowe złożone z penne (ugotowanego jako półprodukt nieco mniej niż al dente), uzupełnione warstwami mielonego mięsa, boczku i jajek na twardo przyprawionych cebulą i czosnkiem. Zamiast osobnych składników penne może być uzupełnione sosem bolońskim. Tradycyjnymi dodatkami są też wątróbka i bulion, a w nowszych wersjach dodaje się więcej warzyw, np. bakłażan lub cukinię. Na wierzchu umieszcza się warstwę ciasta, które tworzy chrupiącą skorupkę.

## Serwowanie
Gotowe, poprawnie przyrządzone danie, charakteryzuje się złotawym kolorem. Podawane jest pokrojone w kostki, które stanowią pojedyncze porcje. Jest typowym składnikiem menu maltańskich piekarni, restauracji oraz pizzerii. Timpana może być serwowana z sałatką z pietruszki. Stanowi popularne danie uliczne w porze lunchu. 

## Pochodzenie
Ciasto najprawdopodobniej pochodzi z Sycylii, na co wskazuje bliskość tych dwóch wysp Morza Śródziemnego. We Włoszech istnieje duża liczba wersji regionalnych podobnego, jednak różniącego się dania, znanego jako timballo.